# Hermann von Fehling
Hermann von Fehling (Lubecca, 9 giugno 1812 – Stoccarda, 1º luglio 1885) è stato un chimico tedesco, noto per aver introdotto in Chimica analitica il cosiddetto reattivo di Fehling usato per l'analisi degli zuccheri.

## Biografia
Si iscrisse in Chimica all'Università di Heidelberg verso il 1835 con l'intenzione di diventare farmacista. Dopo essersi laureato si recò a Gießen come tecnico nel laboratorio di Justus Liebig, e qui chiarì la composizione della paraldeide e della metaldeide. Nel 1839, su raccomandazione di Liebig ottenne la cattedra di chimica al politecnico di Stoccarda, incarico che mantenne per più di 45 anni.
Si occupò di vari argomenti di chimica analitica (introdusse, come detto, il reattivo che prende il suo nome) e di chimica organica (acidi grassi, resine, ammidi, ecc.). Fra i suoi primi lavori, ricerche sull'acido succinico e sull'acido disuccinico, e mise a punto la preparazione del cianuro di fenile (meglio noto come benzonitrile) per disidratazione del benzoato di ammonio; introdusse per l'occasione la denominazione di «nitrili» per gli analoghi composti organici. Più tardi si dedicò principalmente con la tecnologia e la sanità pubblica, piuttosto che con la chimica pura.
Fra i metodi analitici ai quali ha lavorato il più conosciuto è quello per la determinazione quantitativa degli zuccheri per mezzo del reattivo di Fehling, composto di due liquidi, uno preparato a partire da solfato di rame cristallizzato e l'altro da tartrato sodico di potassio.